# Från Lark Rise till Candleford
Från Lark Rise till Candleford (originaltitel: Lark Rise to Candleford) är en brittisk dramaserie från 2008–2011. Programmet är en BBC-bearbetning av Flora Thompsons trilogi med delvis självbiografiska romaner från den engelska landsbygden, som publicerades mellan 1939 och 1943. Det första avsnittet sändes den 13 januari 2008 på BBC One och senare bland annat i SVT 1. Hösten 2011 sände SVT 1 säsong fyra, medan säsong två repriserades i samma kanal.

## Handling
Serien handlar om Laura Timmins (Olivia Hallinan), en tonårsflicka från byn Lark Rise som av sina föräldrar sätts i arbete på postkontoret i den närbelägna staden Candleford. Posten förestås av Dorcas Lane (Julia Sawalha), en kusin till Lauras mor Emma (Claudie Blakley). Lauras far, stenhuggare Robert Timmins (Brendan Coyle), är först misstrogen men kommer senare att glädja sig åt Lauras framgångar i det nya arbetet. Lauras granne i Lark Rise, Alf Arless (John Dagleish), är kär i henne men inser att hon påverkats av sitt liv i Candleford och aldrig kommer att besvara hans känslor.
På posten finns brevbäraren Thomas Brown (Mark Heap), en mycket religiös man, som nogsamt undviker det världsliga livet. Pigan Zillah (Liz Smith) har varit med i många år och ansvarar för hushållet.
I den säsong som började i januari 2009 tillkom nya rollfigurer, bland andra hotellägaren James Dowland (Jason Merrells), som förälskar sig i Dorcas Lane. Sedan Zillah avlidit tar Minnie (Ruby Bentall) över, en mycket naiv ung flicka, som ofta gör sin husmor förlägen med rättframma frågor och kommentarer.

## Rollista i urval
- Ben Aldridge – Daniel Parish (säsong 3–4)
- Linda Bassett – Victoria ”Queenie” Turrill (säsong 1–4)
- Ruby Bentall – Winifred ”Minnie” Mude (säsong 2–4)
- Claudie Blakley – Emma Timmins (säsong 1–4)
- Brendan Coyle – Robert Timmins (säsong 1–3)
- John Dagleish – Alf Arless (säsong 1–4)
- Edward Darnell-Hayes – Sydney (säsong 3–4)
- Fergus Drysdale – Frank Timmins (säsong 1–4)
- Dawn French – Caroline Arless (säsong 1, 2, 4)
- Olivia Grant – Lady Adelaide Midwinter (säsong 1, 3)
- Richard Harrington – Gabriel Cochrane (säsong 4)
- Olivia Hallinan – Laura Timmins (säsong 1–4)
- Victoria Hamilton – Ruth ”Ruby” Pratt (säsong 1–4)
- Mark Heap – Thomas Brown (säsong 1–4)
- Gerard Horan – Mister Paxton (säsong 1)
- Oliver Jackson Cohen – Phillip White (säsong 1)
- Karl Johnson – Thomas ”Twister” Turrill (säsong 1–4)
- Thomas Rhys Jones – Edmund Timmins  (säsong 1–4)
- Sarah Lancashire – Lauras röst som vuxen (berättare) (säsong 1–4)
- Stephen Marcus – Matthew Welby (säsong 1)
- Sandy McDade – Margaret Ellison (säsong 1–4)
- Jason Merrells – James Dowland (säsong 2)
- Ben Miles – Sir Timothy Midwinter (säsong 1)
- Rebecca Night – Nan Carter (säsong 2)
- Julia Sawalha – Dorcas Lane (säsong 1–4)
- Liz Smith – Zillah (säsong 1)
- Matilda Ziegler – Prudence ”Pearl” Pratt (säsong 1–4)